# Alamo (cheval)
Pour les articles homonymes, voir Alamo.
Alamo (né en 2008) est un cheval hongre noir du stud-book KWPN, fils de Ukato et Mariona, par Equador, qui concourt au niveau international en saut d'obstacles avec Steve Guerdat. Il remporte notamment la finale de la Coupe du monde de saut d'obstacles 2018-2019.

## Histoire
Alamo naît en 2008 à l'élevage de Daan Nanning, à Dalfsen aux Pays-Bas. Son éleveur refuse longtemps de le vendre, car il détecte son potentiel. À l'âge de 5 ans, il est vendu au Mexicain Enrique González, qui le re-vend à un autre cavalier mexicain, Gerardo Pasquel Méndez. Ce dernier le confie à son frère Francisco, puis le monte un peu jusqu'au niveau 1,45 m, avant de le proposer à Steve Guerdat, dont il partage les écuries, en octobre 2017,, afin que ce cavalier puisse révéler tout le potentiel d'Alamo. Initialement, il est prévu qu'Alamo retrouve son propriétaire après la finale top 10 de Genève, mais Guerdat continue de le monter en raison de ses bons résultats. Steve Guerdat le choisit plutôt que sa jument Albfuehren's Bianca pour participer à la finale coupe du monde en avril 2019, afin de préserver la jument en vue des championnats d’Europe de Rotterdam. Ainsi ensemble, ils remportent la Finale Coupe du Monde 2019 à Goteborg, la Finale du Top Ten de Genève ou bien encore les Grand Prix d'Helsinki et Waregem. Cependant, son propriétaire le récupère en début d'année 2020 et le cheval rentre au Mexique chez Gerardo Pasquel Méndez afin de poursuivre sa carrière. Quelques mois plus tard, le cheval quitte à nouveau ses nouvelles écuries pour celles de l'israélien Daniel Bluman avant, d'à nouveau, en changer au profit de celles de Sergio Alvarez Moya. Avec ce dernier, il renoue avec le chemin du succès en remportant notamment le Grand Prix 3* du CSIO de Gorla Minore ou encore le Grand Prix 5* de Berlin lors du Global Champions Tour.

## Description
Alamo est un cheval hongre de robe noire, inscrit au stud-book du KWPN. Steve Guerdat le décrit comme un cheval facile à monter, avec un bon galop et beaucoup de sang, moins bon que Nino des Buissonnets.

## Palmarès
Chez Steve Guerdat :
- 2017 : 
  - Vainqueur du Grand Prix Coupe du Monde du CSI-5* d'Helsinki
  - 10e du Grand Prix du CSI-5* d'Oslo
- 2018 : 
  - 9e du Grand Prix du CSI-5* Mexico
  - 2e d'une épreuve 145 cm du CSI-5* de Paris Bercy
  - 2e de la Coupe des Nations du CSIO-5* de Rome & 2e d'une épreuve 150cm du CSIO-5*
  - 7e d'une épreuve 155 cm du CHIO-5* d'Aix-la-Chapelle
  - 2e d'une épreuve 160 cm du CSIO-5* de Calgary
  - 2e du Grand Prix du CSI-5* de Vérone
  - 8e du Grand Prix Coupe du Monde du CSI-5* de Stuttgart
  - Vainqueur de la Finale du Top Ten Rolex du CHI-5* de Genève
- 2019 : 
  - 4e du Grand Prix Hermès du CSI-5* du Grand Palais de Paris
  - Vainqueur de la Finale Coupe du Monde CSI-5* de Goteborg
  - 2e d'une épreuve 155 cm du CSI-5* de Calgary
  - 3e d'une épreuve 150 cm du CSI-5* de Dublin
  - 7e d'une épreuve 155 cm du CSI-5* de Bruxelles
  - Vainqueur du Grand Prix du CSI-5* de Waregem & 2e d'une épreuve 155 cm du CSI-5*

Chez Sergio Alvarez Moya :
- 2021 :
  - Vainqueur du Grand Prix du CSIO-3* de Gorla Minore
  - 8e du Grand Prix du CSI-5* du Paris Eiffel Jumping lors du Global Champions Tour
  - Vainqueur du Grand Prix du CSI-5* de Berlin lors du Global Champions Tour

## Origines
Alamo est un fils de l'étalon KWPN Ukato, et de la jument KWPN Mariona. 
| Origines de Alamo                     | Origines de Alamo         | Origines de Alamo        | Origines de Alamo |
| ------------------------------------- | ------------------------- | ------------------------ | ----------------- |
| Père Ukato KWPN 2001 - Bai, 1,64 m    | Stakkato 1993 - Hanovrien | Spartan 1982, Hanovrien  | Servus            |
| Père Ukato KWPN 2001 - Bai, 1,64 m    | Stakkato 1993 - Hanovrien | Spartan 1982, Hanovrien  | Gottilde          |
| Père Ukato KWPN 2001 - Bai, 1,64 m    | Stakkato 1993 - Hanovrien | Pia 1989, Hanovrien      | Pygmalion         |
| Père Ukato KWPN 2001 - Bai, 1,64 m    | Stakkato 1993 - Hanovrien | Pia 1989, Hanovrien      | Goldfeder         |
| Père Ukato KWPN 2001 - Bai, 1,64 m    | Leona 1990 - Holsteiner   | Literat 1982, Holsteiner | Lord              |
| Père Ukato KWPN 2001 - Bai, 1,64 m    | Leona 1990 - Holsteiner   | Literat 1982, Holsteiner | Flandia           |
| Père Ukato KWPN 2001 - Bai, 1,64 m    | Leona 1990 - Holsteiner   | Spange 1980, Holsteiner  | Fernando I        |
| Père Ukato KWPN 2001 - Bai, 1,64 m    | Leona 1990 - Holsteiner   | Spange 1980, Holsteiner  | Kollet            |
| Mère Mariona KWPN 1994 - Noir, 1,70 m | Equador 1986 - KWPN       | Voltaire 1979, Hanovrien | Furioso II        |
| Mère Mariona KWPN 1994 - Noir, 1,70 m | Equador 1986 - KWPN       | Voltaire 1979, Hanovrien | Gogo Moeve        |
| Mère Mariona KWPN 1994 - Noir, 1,70 m | Equador 1986 - KWPN       | Zeliki 1981, KWPN        | Joost             |
| Mère Mariona KWPN 1994 - Noir, 1,70 m | Equador 1986 - KWPN       | Zeliki 1981, KWPN        | Liki              |
| Mère Mariona KWPN 1994 - Noir, 1,70 m | Hariona 1989 - KWPN       | Boreas 1983, KWPN        | Jasper            |
| Mère Mariona KWPN 1994 - Noir, 1,70 m | Hariona 1989 - KWPN       | Boreas 1983, KWPN        | Rudith            |
| Mère Mariona KWPN 1994 - Noir, 1,70 m | Hariona 1989 - KWPN       | Warona 1980, KWPN        | Joris             |
| Mère Mariona KWPN 1994 - Noir, 1,70 m | Hariona 1989 - KWPN       | Warona 1980, KWPN        | Sarona            |